# Frou-Frou les Bains
Pour les articles homonymes, voir Frou-frou.
 (signalé en juin 2025).
Si vous disposez d'ouvrages ou d'articles de référence ou si vous connaissez des sites web de qualité traitant du thème abordé ici, merci de compléter l'article en donnant les références utiles à sa vérifiabilité et en les liant à la section « Notes et références ».
- Archive Wikiwix
- Bing
- Cairn
- DuckDuckGo
- E. Universalis
- Gallica
- Google
- G. Books
- G. News
- G. Scholar
- Persée
- Qwant
- (zh) Baidu
- (ru) Yandex
- (wd) trouver des œuvres sur Wikidata

Frou-Frou les Bains est une comédie musicale de Patrick Haudecœur créé au théâtre Daunou en 2001.

## Argument

### Acte I
Nous découvrons le directeur et ses employés peaufiner les préparatifs pour la saison à venir dans la station thermale de Frou-Frou les Bains. Baptistin et Juliette entretiennent une relation amoureuse en cachette, Juliette demande à son amant d’aller demander sa main à son père, le directeur de l’établissement, mais celui-ci en a peur. Parallèlement, le père de Juliette désigne pour sa fille un mari : Charles de Morton la Garenne, qui vient en tant que client à la cure avec sa mère. Il espère que Charles demandera la main de sa fille pendant son séjour. Toutefois, alors que les premiers curistes arrivent, le directeur et Baptistin se rendent compte que la source qui alimentait régulièrement Frou-Frou les Bains est à sec.

### Acte II
Tandis que la Baronne de Morton la Garenne est arrivée avec son fils, Charles, d’autres curistes font leur entrée : Ferdinand Gronsard et Mathilde Moulin. Gronsard est un agent financier, croyant à son charisme donjuanesque, Baptistin le prend pour le plombier. Il a fait la route, jusqu’à la cure, accompagné de Mathilde Moulin, célibataire, malheureuse en amour, dépressive. Sa dépression est intensifiée par la mort de son chien, Kiki, en route pour la cure dans une rivière où il s’est noyé, les tentatives de Ferdinand Gronsard pour le sauver resteront vaines. Dès son arrivée à la station thermale, Gronsard fait la cour à Mathilde Moulin, lui envoie une lettre anonyme très crue, mal expédiée qui se retrouve entre les mains de la Baronne, qui, de par ses côtés nymphomanes, se réjouit de son séjour à la cure.

### Acte III
Juliette attend impatiemment que Baptistin affronte sa peur et aille parler à son directeur. Afin de motiver son amant, elle feint d’aimer Charles pour rendre jaloux Baptistin. En même temps, Mathilde Moulin trouve Baptistin qu’elle avait déjà rencontré lors d’un séjour parisien, celui-ci s’était débarrassé d’elle en lui faisant croire qu’il était légionnaire dans le désert de Gobi. Ferdinand Gronsard continue de séduire Mathilde Moulin, mais celle-ci étant éprise de Baptistin, reste indifférente à toutes ses avances. Baptistin va alors aider Gronsard à la séduire et ainsi s’en débarrasser pour de bon.

### Acte IV
Au petit matin, le spectateur découvre une relation amoureuse cachée entre Charles et une employée de la station thermale, Madeleine Grumeaux. Ferdinand Gronsard aide Baptistin à vaincre sa peur et le prépare à parler au directeur de la cure. Cependant, un quiproquo rocambolesque vient chambouler le cours de choses. Après une discussion avec Gronsard, le directeur croit que Charles s’est enfin décidé à épouser sa fille, alors que Gronsard désignait Baptistin.

### Acte V
Le directeur court avertir la Baronne de l’union de leurs deux enfants. Charles comprend pour sa part que sa mère donne son accord pour son union avec Madeleine Grumeaux. Quant à Juliette, elle croit que Baptistin a enfin osé parler à son père. Mais peu après, la vérité éclate et rétablit tous les quiproquos jusque-là continuellement amplifiés. Vient alors la conclusion de la pièce. Gronsard redevient agent financier aux yeux de tous et n’est plus pris pour le plombier, Charles présente Madeleine à sa mère, Juliette fait éclater son amour pour Baptistin devant son père, contre son gré. Puis vient un imbroglio mémorable où tous les personnages sont fortuitement liés depuis une époque bien lointaine, bien avant leur rencontre à Frou-Frou les Bains. Tous se trouvent des liens de parenté incongrus. Mathilde Moulin, au bord du désespoir suicidaire, finit par retrouver son Kiki (son chien).
Les personnages sont venus à la cure et n’ont pas vu la moindre goutte d’eau. Toutefois, ils ne sont pas ennuyés une seule seconde. Seule l’ambiance joviale qui régnait à Frou-Frou les Bains les a satisfait de leur séjour.
La pièce se clôt par la chanson Amusez-vous avec le refrain d'Albert Willemetz et Werner Richard Heymann, qui sert de morale explicite.

## Personnages
- Edmond : directeur de Frou-Frou les Bains, veuf, père de Juliette. Il est rigide envers ses employés, cherche la perfection dans le fonctionnement de son établissement qu’il a repris après la mort de sa femme. Il essaye de trouver le mari parfait pour sa fille.
- Mathilde Moulin : curiste, célibataire à la recherche d’un mari, dépressive après la mort de son chien Kiki. Elle a eu un fiancé qui s’est finalement marié avec sa mère et s’est éprise de Baptistin, employé de la station thermale lors d’un voyage à Paris, celui-ci s’est fait passer pour un légionnaire pour s’en débarrasser.
- La Baronne de Morton la Garenne : curiste, mère de Charles. Elle est une baronne décalée avec son titre nobiliaire, libertine aux allures nymphomanes, elle semble venir à la cure à la recherche d’aventures amoureuses, plus que pour les vertus thérapeutiques de l’établissement.
- Baptistin : employé de la station thermale, amant de Juliette. Éternel gaffeur, Baptistin est épris de la fille du directeur mais n’ose pas aller demander la main de sa bien-aimée à celui-ci.
- Ferdinand Gronsard : curiste, amoureux de Mathilde Moulin. Agent financier rondouillard à la recherche de l’âme sœur (qu’il trouve avec Mathilde Moulin), il est pris par Baptistin pour le plombier chargé de faire revenir l’eau à Frou-Frou les Bains.
- Charles de Morton la Garenne : curiste, fils de la Baronne de Morton la Garenne, amant de Madeleine Grumeaux. Grand benêt entretenu par sa mère, on cherche à lui imposer une union maritale avec Juliette alors qu’il aime en secret Madeleine Grumeaux, employée de la station thermale.
- Juliette : employée de Frou-Frou les Bains, fille du directeur, amante de Baptistin. Elle aime Baptistin qui n’est pas de son rang social alors que son père cherche à la marier à Charles de Morton la Garenne, bien qu’ils ne soient pas amoureux l’un de l’autre.
- Madeleine Grumeaux : employée de la station thermale, amante de Charles de Morton la Garenne. Elle aime Charles par intérêts, n’étant qu’une simple employée de la cure.
- Saturnin Duguet : employé de Frou-Frou les Bains.

## Distribution
- Patrice Dozier : le directeur
- Isabelle Spade : Mathilde Moulin
- Isabelle Tanakil : la Baronne de Morton la Garenne
- Patrick Haudecœur : Baptistin
- Jean-Pierre Lazzerini : Ferdinand Gronsard
- Guillaume Laffly : Charles de Morton la Garenne
- Paola Landolt : Juliette
- Patricia Grégoire : Madeleine Grumeaux
- Edouard Prétet : Saturnin Duguet

- Musiciens : Vincent Prezioso, Brahim Haïouani, Bénédicte Huré et Robert Meniere

## Équipe technique
- Mise en scène : Jacques Décombe
- Décors : Anne Wannier
- Costumes : Corinne Baeriswil assistée de Christine Torche
- Chorégraphie : Johan Amselem
- Direction musicale : Vincent Prezioso

## Liste des chansons
- Frou-Frou les Bains (Isabelle Spade – Patrick Haudecœur)
- Elle est épatante cette petite femme là (Albert Willemetz – Henri Christiné)
- Tel qu’il est (Charles Charlys – Maurice Vander – Alexander)
- Nous avons fait un beau voyage / Ciboulette (Robert de Flers – Francis de Croisset – Reynaldo Hahn)
- Fascination (L. Philippo – Maurice de Féraudy – Fermo Dante Marchetti)
- La Route fleurie (Raymond Vincy – Francis Lopez)
- Heure exquise (« La Veuve joyeuse » ; Gaston Arman de Caillavet – Robert de Flers – Franz Léhar)
- Si vous n’aimez pas ça (« Là-haut » ; Albert Willemetz – Maurice Yvain)
- Joli bateau (Isabelle Spade – Vincent Prezioso)
- Mon homme (Albert Willemetz – Jacques Charles – Maurice Yvain)
- Ballet de Sylvia (Léo Delibes)
- Je t’aime (« Les trois valses » ; Albert Willemetz – Léopold Marchand – Oscar Straus)
- Le Ballet des peignoirs (Isabelle Spade – Vincent Prezioso)
- Je cherche un millionnaire (Nacio Herb Brown – Marc-Cab – De Lima)
- C’est la saison d’amour (« Les trois valses » ; Albert Willemetz - Léopold Marchand – Oscar Straus)
- Je t’ai donné mon cœur (« Le pays du sourire » ; André Mauprey – Jean Marietti – Franz Léhar)
- Amusez-vous (« Florestan 1er Prince de Monaco » ; Albert Willemetz – Werner Richard Heymann)

## Distinctions
- Molière du meilleur spectacle musical en 2002.

## Anecdotes
- La pièce a été représentée majoritairement au théâtre Daunou. Elle totalise plus de 1400 représentations à Paris et en tournée (sur cinq saisons).